# Micky (Sänger)

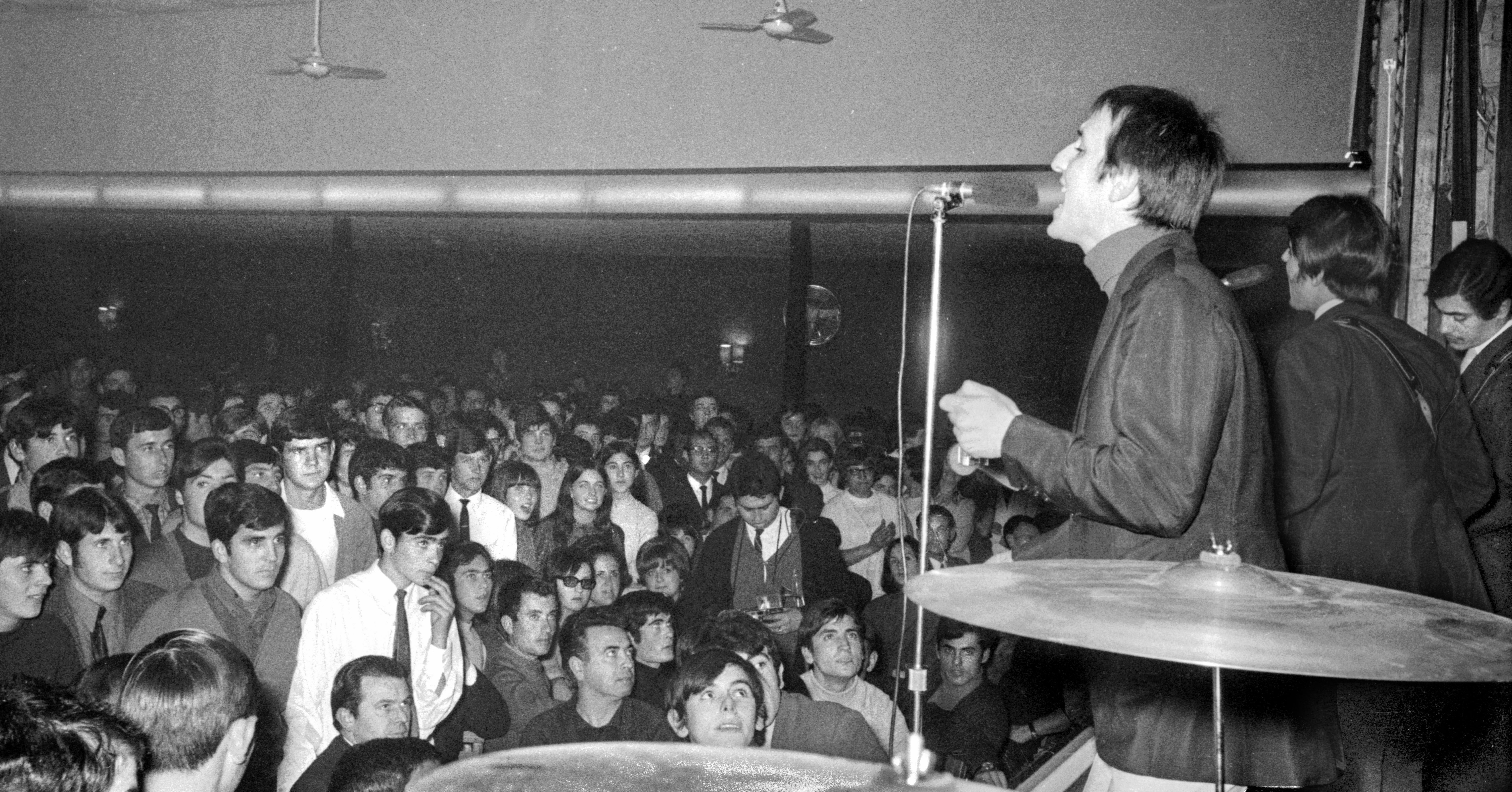
Micky (1968)

Micky (eigentlich: Miguel Ángel Carreño Schmelter; * 20. Oktober 1943 in Madrid) ist ein spanischer Popsänger und Schauspieler.

## Leben und Wirken
1962 begann Mickys Gesangskarriere als Frontmann der Gruppe Micky y los Tonys, mit denen er fünf Alben einsang. Ab den 1970er Jahren wurde er als Solokünstler aktiv. Mit einer deutschsprachigen Coverversion seines Songs El chico de la armónica unter dem Titel Der Junge mit der Mundharmonika hatte Bernd Clüver 1972 sieben Wochen lang einen Nummer-eins-Hit.
Micky wurde ausgewählt, Spanien beim Eurovision Song Contest 1977 in London zu vertreten. Mit dem Lied Enséñame a cantar erreichte er Platz 9.
Ab den 1980er Jahren wurde er neben seiner Musik auch als Theater- und Fernsehschauspieler bekannt.